# Marie Eleonore von Brandenburg
Marie Eleonore von Brandenburg (* 1. April 1607 in Cölln; † 18. Februar 1675 in Kreuznach) war eine Prinzessin von Brandenburg sowie Pfalzgräfin und von 1655 bis 1658 Regentin von Simmern.

## Leben
Marie Eleonore war das einzige Kind des Kurfürsten Joachim Friedrich von Brandenburg (1546–1608) aus dessen zweiter Ehe mit Eleonore (1583–1607), Tochter des Herzogs Albrecht Friedrich von Preußen. Schon im Säuglingsalter verwaist, wuchs sie bei ihrem Onkel Christian von Brandenburg-Bayreuth auf.
Sie heiratete am 4. Dezember 1631 in Cölln an der Spree Pfalzgraf Ludwig Philipp von Simmern (1602–1655), einen Bruder des böhmischen Winterkönigs Friedrich von der Pfalz. Im Frühjahr 1632, nach der Befreiung durch die Schweden, konnte das Paar in die Pfalz übersiedeln. Ludwig Philipp fungierte als Administrator der Kurpfalz, wurde aber 1635 durch kaiserliche Truppen wieder vertrieben. Marie Eleonore und ihr Mann lebten einige Jahre im Exil in Metz und Sedan.
Nach Ludwig Philipps Tod beanspruchte dessen Neffe Karl Ludwig die Vormundschaft in Pfalz-Simmern. Doch die als tatkräftig beschriebene Marie Eleonore widersetzte sich mit Unterstützung ihres Großneffen Kurfürst Friedrich Wilhelm von Brandenburg diesen Bestrebungen und setzte ihre Regentschaft durch. Auch Kaiser Ferdinand III. bestätigte sie am 6. Juli 1655 als Regentin des Fürstentums. Marie Eleonore residierte in Kaiserslautern und im Pfalz-Simmerschen Fürstenhof Kreuznach. Sie überlebte alle ihre Kinder. Damit erlosch Linie Pfalz-Simmern und fiel an die Kurpfalz zurück. Die Pfalzgräfin galt als Förderin des Theologen Johannes Coccejus, mit dem sie einen umfangreichen Briefwechsel führte. Ihr Hofmeister war Ludwig Philipp von Damm.
Marie Eleonore ist in der Stephanskirche in Simmern bestattet. Ihr Wahlspruch lautete: „Gott ist mein Trost und Zuversicht“.

## Nachkommen
Marie Eleonore hatte sieben Kinder, von denen zwei das Erwachsenenalter erreichten:
- Karl Friedrich (1633–1635)
- Gustav Ludwig (1634–1635)
- Karl Philipp (1635–1636)
- Ludwig Kasimir (1636–1652)
- Elisabeth Marie Charlotte (1638–1664)

⚭ 1660 Herzog Georg III. von Liegnitz (1611–1664)
- Ludwig Heinrich Moritz (1640–1674), Pfalzgraf von Simmern

⚭ 1666 Prinzessin Marie von Oranien-Nassau (1642–1688)
- Luise Sophie Eleonore (1642–1643)